# Vislanka
Vislanka és un poble i municipi d'Eslovàquia. Es troba a la regió de Prešov, al nord del país.

## Història
La primera referència escrita de la vila data del 1773.

## Demografia
| Godina             | 1994 | 2004   | 2014   | 2024   |
| ------------------ | ---- | ------ | ------ | ------ |
| Nombre de persones | 302  | 282    | 262    | 258    |
| Diferència         |      | −6,62% | −7,09% | −1,52% |

| Godina             | 2023 | 2024   |
| ------------------ | ---- | ------ |
| Nombre de persones | 261  | 258    |
| Diferència         |      | −1,14% |